# Момата (Коларово)
Момата е бивш военен паметник чешма, разположен в центъра на петричкото село Коларово. Изграден е през 1917 година от войниците на Шестдесет и трети пехотен полк в тила на Македонския фронт по време на Първата световна война.
Чешмата е разрушена неизвестно кога, а фигурата от нея се намира в частен имот. По-късно чешмата е възстановена, но не в автентичния си вид. Днес тя попада в частен имот и не функционира.